# Rio Bercheza
O Rio Bercheza é um rio da Romênia afluente do Rio Suceviţa, localizado no distrito de Suceava.